# 凌激
凌激（1969年3月—），男，汉族，江苏太仓人，中华人民共和国政治人物。曾任中国共产党第十九届中央纪律检查委员会常务委员，国家监察委员会委员，中央纪委国家监委组织部部长。
2022年10月16日，任商务部副部长兼国际贸易谈判副代表。2022年10月30日，不再担任国家监察委员会委员。